# Liste der Rektoren der Universität Innsbruck
Die Liste der Rektoren der Universität Innsbruck listet Rektoren der Universität Innsbruck auf.  Nach 291 Rektoren wurde Veronika Sexl 2022 zur ersten Rektorin gewählt.

## Rektoren seit der Gründung (Auswahl)
| Studienjahr                        | Rektor                                    | Fach                                           | Anmerkungen |
| ---------------------------------- | ----------------------------------------- | ---------------------------------------------- | --- |
| 1673                               | Johann Georg Graf Künigl                  |                                                | erster Rektor, ernannt am 13. Januar 1673 |
| 1687                               | Sebastian Mayr                            |                                                | erster frei gewählter Rektor ab Januar 1687, bereits seit Dezember 1672 Vizerektor unter Künigl                                                                                                |
| 1687/88, 1693/94,1696/97, 1702/03  | Sigismund Epp                             | Polemik                                        | |
| 1689/90, 1701/02, 1710/11          | Ferdinand Karl Weinhart                   | Medizinische Praxis                            | |
| 1697/98                            | Johann Christoph Frölich von Frölichsburg | Institutionen                                  | |
| 1719/20, 1728/29, 1738/39          | Franz Carl Anton Egloff                   | Aphorismen und Medizinische Praxis             | |
| 1741/42                            | Hieronymus Bacchetoni                     | Chirurgie                                      | |
| 1734/35, 1746/47                   | Paul Joseph von Riegger                   | Natur- und Staatsrechte sowie Reichsgeschichte | |
| 1743/44, 1759/60                   | Peter Anton Inama                         | Institutionen                                  | |
| 1751/52, 1760/61, 1769/70, 1777/78 | Franz Caspar Benedikt Egloff              | Anatomie und Chirurgie                         | |
| 1774/75                            | Ignaz Weinhart (Jesuit)                   | Mathematik                                     | |
| 1800–1806                          | Erzherzog Johann Josef                    |                                                | am 7. Oktober 1800 zum ständigen Rektor des Josefinischen Lyzeums erbeten (Kaiser Josef II. hatte die Universität 1782 aufgelöst und zum Lyzeum herabgestuft). Prorektor 1800/01: Joseph Stapf |
| 1848/49                            | Josef Georg Böhm                          | Mathematik                                     | |

## Rektoren nach der Thun-Hohenstein'schen Universitätsreform
| Studienjahr | Rektor                           | Bild                                                                                             | Fach                                                                       | Anmerkungen                                                                                  |
| ----------- | -------------------------------- | ------------------------------------------------------------------------------------------------ | -------------------------------------------------------------------------- | -------------------------------------------------------------------------------------------- |
| 1849/50     | Johann Kerer                     |                                                                                                  | Politische Gesetzeskunde und Statistik                                     |                                                                                              |
| 1850/51     | Anton Baumgarten                 |                                                                                                  | Mathematik und Physik                                                      |                                                                                              |
| 1851/52     | Ernst Theser                     |                                                                                                  | Lehenrecht und römisches Zivilrecht                                        |                                                                                              |
| 1852/53     | Georg Schenach                   |                                                                                                  | Philosophie                                                                |                                                                                              |
| 1853/54     | Johann Schuler                   |                                                                                                  | Rechtsphilosophie und Strafrecht                                           |                                                                                              |
| 1854/55     | Josef Georg Köhler               |                                                                                                  | Naturgeschichte                                                            |                                                                                              |
| 1855/56     | Mathias Ingenuin Geiger          |                                                                                                  | Österreichische FInanzgesetzeskunde                                        |                                                                                              |
| 1856/57     | Carl Liborius Kopetzky           |                                                                                                  | Klassische Philologie und Literatur                                        | [ 2 ]                                                                                        |
| 1857/58     | Ernst von Moy de Sons            |                                                                                                  | Kirchenrecht und deutsche Reichs- und Rechtsgeschichte                     |                                                                                              |
| 1858/59     | Julius von Ficker                | Julius von Ficker                                                                                | Allgemeine Geschichte                                                      |                                                                                              |
| 1859/60     | Andreas Kobler                   |                                                                                                  | Kirchengeschichte                                                          | [ 3 ]                                                                                        |
| 1860/61     | Johann Kerer                     |                                                                                                  | Politische Gesetzeskunde und Statistik                                     |                                                                                              |
| 1861/62     | Albert von Waltenhofen           | Adalbert von Waltenhofen                                                                         | Physik                                                                     |                                                                                              |
| 1862/63     | Johann Wenig                     | Pater Johann Baptist Wenig SJ, eine Aufnahme des bekannten Innsbrucker Fotografen Friedrich Bopp | Einleitung in die heilige Schrift und Orientalische Sprachen               |                                                                                              |
| 1863/64     | Peter Harum                      |                                                                                                  | Österreichisches Zivilrecht und Allgemeines deutsches Recht                |                                                                                              |
| 1864/65     | Heinrich Hlasiwetz               |                                                                                                  | Chemie                                                                     |                                                                                              |
| 1865/66     | Johann Wenig                     | Pater Johann Baptist Wenig SJ, eine Aufnahme des bekannten Innsbrucker Fotografen Friedrich Bopp | Einleitung in die heilige Schrift und Orientalische Sprachen               |                                                                                              |
| 1866/67     | August Geyer                     |                                                                                                  | Strafrecht und Rechtsphilosophie                                           | [ 4 ]                                                                                        |
| 1867/88     | Bernhard Jülg                    | Büste des Sprachforschers Bernhard Jülg von Heinrich Fuss                                        | Klassische Philologie und Literatur                                        |                                                                                              |
| 1868/69     | Johann Wenig                     | Pater Johann Baptist Wenig SJ, eine Aufnahme des bekannten Innsbrucker Fotografen Friedrich Bopp | Einleitung in die heilige Schrift und Orientalische Sprachen               |                                                                                              |
| 1869/70     | Hermann Bidermann                |                                                                                                  | Politische Ökonomie und Statistik                                          |                                                                                              |
| 1870/71     | Karl Dantscher                   |                                                                                                  | Deskriptive Anatomie                                                       | [ 5 ]                                                                                        |
| 1871/72     | Camill Heller                    |                                                                                                  | Zoologie und vergleichende Anatomie                                        |                                                                                              |
| 1872/73     | Emanuel Ullmann                  |                                                                                                  | Österreichisches Strafrecht und Rechtsphilosophie                          | [ 6 ]                                                                                        |
| 1873/74     | Emanuel Ullmann                  |                                                                                                  | Österreichisches Strafrecht und Rechtsphilosophie                          |                                                                                              |
| 1874/75     | Maximilian Ritter von Vintschgau |                                                                                                  | Physiologie                                                                |                                                                                              |
| 1875/76     | Karl Theodor von Inama-Sternegg  | Karl Theodor Inama von Sternegg, Porträt von Fanny Inama von Sternegg (1907)                     | Politische Ökonomie                                                        |                                                                                              |
| 1876/77     | Alfons Huber                     | Alfons Huber, um 1895                                                                            | Österreichische Geschichte                                                 |                                                                                              |
| 1877/78     | Karl Dantscher                   |                                                                                                  | Deskriptive Anatomie                                                       |                                                                                              |
| 1878/79     | Karl Dantscher                   |                                                                                                  | Deskriptive Anatomie                                                       |                                                                                              |
| 1879/80     | Valentin Puntschart              |                                                                                                  | Römisches Recht                                                            | [ 7 ]                                                                                        |
| 1880/81     | Leopold Pfaundler                |                                                                                                  | Physik                                                                     |                                                                                              |
| 1881/82     | Maximilian Ritter von Vintschgau |                                                                                                  | Physiologie                                                                |                                                                                              |
| 1882/83     | Paul Steinlechner                |                                                                                                  | Österreichisches und römisches Zivilrecht                                  |                                                                                              |
| 1883/84     | Alfons Huber                     | Alfons Huber, um 1895                                                                            | Österreichische Geschichte                                                 |                                                                                              |
| 1884/85     | Anton Tschurtschenthalter        |                                                                                                  | Allgemeine Pathologie, Pharmakologie und Pharmakognosie                    |                                                                                              |
| 1885/86     | Friedrich Thaner                 |                                                                                                  | Kirchenrecht und Zivilprozessrecht                                         |                                                                                              |
| 1886/87     | Arnold Busson                    |                                                                                                  | Allgemeine Geschichte                                                      |                                                                                              |
| 1887/88     | Carl Nicoladoni                  | Carl Nicoladoni                                                                                  | Chirurgie                                                                  |                                                                                              |
| 1888/89     | Ludwig Schiffner                 |                                                                                                  | Römisches und österreichisches Zivilrecht                                  | [ 8 ]                                                                                        |
| 1889/90     | Johann Müller                    | Johannes Müller                                                                                  | Klassische Philologie und Literatur                                        |                                                                                              |
| 1890/91     | Otto Stolz                       | Otto Stolz                                                                                       | Mathematik                                                                 | [ 2 ]                                                                                        |
| 1891/92     | Otto von Zallinger               |                                                                                                  | Deutsches Recht und österreichische Rechtsgeschichte                       | [ 9 ]                                                                                        |
| 1892/93     | Karl Senhofer                    |                                                                                                  | Allgemeine und pharmazeutische Chemie                                      | [ 10 ]                                                                                       |
| 1893/94     | Emil Ehrendorfer                 |                                                                                                  | Geburtshilfe und Gynäkologie                                               | [ 11 ]                                                                                       |
| 1894/95     | Viktor Waldner                   | Viktor Waldner                                                                                   | Österreichisches Zivilprozess-, Handels- und Wechselrecht                  |                                                                                              |
| 1895/96     | Anton Zingerle                   | Porträtfoto von Anton Zingerle                                                                   | Klassische Philologie und Literatur                                        |                                                                                              |
| 1896/97     | Prokop Rokitansky                |                                                                                                  | Spezielle medizinische Pathologie und Therapie                             | [ 12 ]                                                                                       |
| 1897/98     | Franz Wieser                     | Franz R. von Wieser                                                                              | Geographie                                                                 |                                                                                              |
| 1898/99     | Friedrich Stolz                  | Friedrich Stolz                                                                                  | Vergleichende Sprachwissenschaft                                           |                                                                                              |
| 1899/00     | Viktor von Hacker                |                                                                                                  | Chirurgie                                                                  |                                                                                              |
| 1900/01     | Franz Myrbach                    |                                                                                                  | Politische Ökonomie                                                        | [ 13 ]                                                                                       |
| 1901/02     | Alois Cathrein                   | Alois Cathrein                                                                                   | Mineralogie und Petrographie                                               |                                                                                              |
| 1902/03     | Gustav Pommer                    | Gustav Pommer                                                                                    | Pathologische Anatomie                                                     | [ 14 ]                                                                                       |
| 1903/04     | Ernst Demelius                   |                                                                                                  | Österreichisches Zivilrecht                                                | [ 15 ]                                                                                       |
| 1904/05     | Karl Heider                      | Karl Heider, um 1924                                                                             | Zoologie                                                                   |                                                                                              |
| 1905/06     | Josef Nevinny                    |                                                                                                  | Pharmakologie und Pharmakognosie                                           | [ 16 ]                                                                                       |
| 1906/07     | Ernst Hruza                      |                                                                                                  | Römisches Recht                                                            |                                                                                              |
| 1907/08     | Rudolf von Scala                 |                                                                                                  | Alte Geschichte                                                            |                                                                                              |
| 1908/09     | Carl Ipsen                       |                                                                                                  | Gerichtliche Medizin                                                       |                                                                                              |
| 1909/10     | Alfred Ritter von Wretschko      |                                                                                                  | Deutsches Recht und österreichische Rechtsgeschichte                       |                                                                                              |
| 1910/11     | Ernst Kalinka                    |                                                                                                  | Klassische Philologie                                                      |                                                                                              |
| 1911/12     | Alois Lode                       |                                                                                                  | Hygiene                                                                    | [ 17 ]                                                                                       |
| 1912/13     | Paul Gustav Kretschmar           |                                                                                                  | Römisches Recht                                                            |                                                                                              |
| 1913/14     | Wilhelm Erben                    |                                                                                                  | Allgemeine Geschichte des Mittelalters und historische Hilfswissenschaften |                                                                                              |
| 1914/15     | Rudolf Fick                      | Rudolf Fick, um 1925                                                                             | Anatomie                                                                   |                                                                                              |
| 1915/16     | Walter von Hörmann-Hörbach       |                                                                                                  | Kirchenrecht                                                               |                                                                                              |
| 1916/17     | Alois Walde                      | Alois Walde                                                                                      | Vergleichende indogermanische Sprachwissenschaft                           |                                                                                              |
| 1917/18     | Carl Mayer                       |                                                                                                  | Psychiatrie und Neurologie                                                 | [ 18 ]                                                                                       |
| 1918/19     | Karl Lamp                        |                                                                                                  | Staats-, Verwaltungs- und Völkerrecht sowie Rechtsgeschichte               | [ 19 ]                                                                                       |
| 1919/20     | Ernst Diehl                      | Porträt von Ernst Diehl                                                                          | Klassische Philologie                                                      |                                                                                              |
| 1920/21     | Anton Steyrer                    | Anton Steyrer                                                                                    | Spezielle medizinische Pathologie und Therapie                             |                                                                                              |
| 1921/22     | Hermann Schullern                | Hermann v. Schullern (1931)                                                                      | Politische Ökonomie und Statistik                                          |                                                                                              |
| 1922/23     | Josef Schatz                     | Josef Schatz                                                                                     | Ältere deutsche Sprachen und Literatur                                     |                                                                                              |
| 1923/24     | Hans Haberer von Kremshohenstein |                                                                                                  | Chirurgie                                                                  |                                                                                              |
| 1924/25     | Theodor Rittler                  |                                                                                                  | Strafrecht und Strafprozessrecht                                           | Wiedereinführung der Amtstalare fast eineinhalb Jahrhunderte nach dem josephinischen Verbot. |
| 1925/26     | Egon Schweidler                  | Egon von Schweidler 1908                                                                         | Experimentelle Physik                                                      |                                                                                              |
| 1926/27     | Ernst Theodor Brücke             | Ernst Theodor von Brücke, 1926                                                                   | Physiologie                                                                |                                                                                              |
| 1927/28     | Adolf Günther                    |                                                                                                  | Politische Ökonomie und Statistik sowie Soziologie                         |                                                                                              |
| 1928/29     | Hermann Wopfner                  |                                                                                                  | Österreichische Geschichte                                                 |                                                                                              |
| 1929/30     | Richard Seefelder                |                                                                                                  | Augenheilkunde                                                             |                                                                                              |
| 1930/31     | Ferdinand Kogler                 |                                                                                                  | Deutsches Recht und österreichische Rechtsgeschichte                       |                                                                                              |
| 1931/32     | August Haffner                   | Porträt von August Haffner, 1932                                                                 | Semitische Philologie                                                      | [ 21 ] [ 22 ]                                                                                |
| 1932/33     | Bernhard Mayrhofer               |                                                                                                  | Zahnheilkunde                                                              |                                                                                              |
| 1933/34     | Raimund von Klebelsberg          |                                                                                                  | Geologie und Paläontologie                                                 |                                                                                              |
| 1934/35     | Theodor Rittler                  |                                                                                                  | Strafrecht und Strafprozessrecht                                           |                                                                                              |
| 1935/36     | Ludwig Kofler                    |                                                                                                  | Pharmakognosie                                                             |                                                                                              |
| 1936/37     | Albert Schmitt                   |                                                                                                  | Moral- und Pastoraltheologie                                               |                                                                                              |
| 1937/38     | Karl Brunner                     |                                                                                                  | Englische Sprache und Literatur                                            | bis 13. März 1938                                                                            |

## Rektoren der „Deutschen Alpenuniversität“
| Jahr          | Rektor                  | Bild | Fach                                      | Anmerkungen                                             |
| ------------- | ----------------------- | ---- | ----------------------------------------- | ------------------------------------------------------- |
| 1938 bis 1942 | Harold Steinacker       |      | Allgemeine mittlere und neuere Geschichte | eingesetzt März 1938, fungierte bis 30. November 1942   |
| 1942 bis 1945 | Raimund von Klebelsberg |      | Geologie und Paläontologie                | eingesetzt 30. November 1942, fungierte bis 3. Mai 1945 |

## Rektoren der Nachkriegszeit
| Studienjahr | Rektor                 | Bild                        | Fach                                          | Anmerkungen |
| ----------- | ---------------------- | --------------------------- | --------------------------------------------- | --- |
| 1945/46     | Karl Brunner           |                             | Englische Sprache und Literatur               | provisorisch mit der Führung des Rektorats von der provisorischen Landesregierung betraut am 3. Mai 1945, zum Rektor gewählt im September 1945 |
| 1946/47     | Franz Gschnitzer       |                             | Österreichisches Privatrecht                  | |
| 1947/48     | Franz Gschnitzer       |                             | Österreichisches Privatrecht                  | |
| 1948/49     | Gustav Sauser          |                             | Anatomie, Histologie und Embryologie          | |
| 1949/50     | Hugo Rahner            |                             | Kirchengeschichte, Patrologie und Dogmenlehre | |
| 1950/51     | Albert Defant          |                             | Meteorologie und Geophysik                    | |
| 1951/52     | Eduard Reut-Nicolussi  | Eduard Reut-Nicolussi       | Völkerrecht und Rechtsphilosophie             | |
| 1952/53     | Burghard Breitner      | Büste von Burghard Breitner | Chirurgie                                     | |
| 1953/54     | Josef Andreas Jungmann |                             | Moral- und Pastoraltheologie                  | |
| 1954/55     | Richard Strohal        |                             | Philosophie und Pädagogik                     | |
| 1955/56     | Arnold Herdlitczka     |                             | Römisches Recht                               | |
| 1956/57     | Anton Hittmair         |                             | Innere Medizin                                | |
| 1957/58     | Gottfried Heinzel      |                             | Kirchenrecht                                  | |
| 1958/59     | Hans Kinzl             |                             | Geographie                                    | [ 23 ] |
| 1959/60     | Erich Sachers          |                             | Zivilprozess                                  | |
| 1960/61     | Siegfried Tapfer       |                             | Frauenheilkunde und Geburtshilfe              | |
| 1961/62     | Engelbert Gutwenger    |                             | Fundamentaltheologie                          | |
| 1962/63     | Franz Hampl            |                             | Alte Geschichte                               | |
| 1963/64     | Ferdinand Ulmer        | Ferdinand Ulmer             | Politische Ökonomie und Statistik             | |
| 1964/65     | Ludwig Hörbst          |                             | Ohren-, Nasen- und Halsheilkunde              | |
| 1965/66     | Franz Lakner           |                             | Dogmatik                                      | |
| 1966/67     | Erich Hayek            |                             | Anorganische und Analytische Chemie           | [ 24 ] |
| 1967/68     | Ernst Kolb             | Ernst Kolb                  | Staats- und Verwaltungsrecht                  | |
| 1968/69     | Theodor Wense          | Theodor von der Wense       | Allgemeine und experimentelle Pathologie      | |
| 1969/70     | Emerich Coreth         |                             | Christliche Philosophie                       | |
| 1970/71     | Emerich Coreth         |                             | Christliche Philosophie                       | |
| 1971/72     | Josef Kolb             | Josef Kolb                  | Experimentalphysik                            | |
| 1972/73     | Rudolf Bratschitsch    |                             | Betriebswirtschaftslehre                      | |
| 1973/74     | Heribert Berger        |                             | Kinderheilkunde                               | |
| 1974/75     | Robert Weinlich        |                             | Hochbau und Entwerfen                         | |

Von 1870 bis 1936 wurden keine Theologen zum Rektor gewählt.

## Rektoren nach der Universitätsreform 1975
| Studienjahre | Rektor                 | Bild                        | Fach                                           | Anmerkungen |
| ------------ | ---------------------- | --------------------------- | ---------------------------------------------- | ----------- |
| 1975/77      | Otto Muck              | Otto Muck (2023)            | Christliche Philosophie                        |             |
| 1977/79      | Franz Fliri            |                             | Geographie                                     |             |
| 1979/81      | Herbert Braunsteiner   | Herbert Braunsteiner (1980) | Innere Medizin                                 |             |
| 1981/83      | Clemens August Andreae |                             | Politische Ökonomie                            |             |
| 1983/85      | Josef Rothleitner      |                             | Theoretische Physik                            | [ 25 ]      |
| 1985/87      | Wolfram Krömer         |                             | Romanische Philologie                          |             |
| 1987/91      | Rainer Sprung          | Rainer Sprung (2004)        | Zivilgerichtliches Verfahren                   |             |
| 1991/95      | Hans Moser             | Hans Moser                  | Deutsche Sprache und ältere Deutsche Literatur |             |
| 1995/99      | Christian Smekal       | Christian Smekal (2015)     | Finanzwissenschaft                             |             |

## Rektoren nach der Universitätsreform 1993
| Studienjahre | Rektor     | Bild       | Fach                                           | Anmerkungen |
| ------------ | ---------- | ---------- | ---------------------------------------------- | ----------- |
| 1999/03      | Hans Moser | Hans Moser | Deutsche Sprache und ältere Deutsche Literatur |             |

## Rektoren nach der Universitätsreform 2002
| Studienjahre | Rektor:in           | Bild                       | Fach                          | Anmerkungen                                                              |
| ------------ | ------------------- | -------------------------- | ----------------------------- | ------------------------------------------------------------------------ |
| 2003/07      | Manfried Gantner    | Manfried Gantner (2007)    | Finanzwissenschaft            |                                                                          |
| 2007/11      | Karlheinz Töchterle | Karlheinz Töchterle (2012) | Klassische Philologie         | bis 20. April 2011, danach Bundesminister für Wissenschaft und Forschung |
| 2011/23      | Tilmann Märk        | Tilmann D. Märk (2009)     | Experimentelle Atomphysik     | von 21. April 2011 bis 13. Dezember 2011 interimistisch                  |
| 2023–        | Veronika Sexl       | Veronika Sexl              | Pharmakologie und Toxikologie | [ 27 ]                                                                   |